# Дзјаржинск
Дзјаржинск или Дзержинск (блр. Дзяржы́нск; рус. Дзержи́нск) је град Белорусији и административни је центар Дзјаржинског рејона Минске области. Град се налази на свега 30 км југозападно од главног града земље Минска и сматра се његовим субурбаним насељем. 
Кроз град пролази аутопут и железница која повезује главни град са Барановичима и Брестом на западу.
Град је првобитно носио име Крутагорје (Крутогорье) због свог неравног терена све до 1146, а потом до 1932. назив Којданав или Којданов (блр. Койданаў; рус. Ко́йданов). Садашње име добио је у част на првог директора совјетске тајне полиције Феликса Дзержинског који је рођен у близини града.
У граду се налази архив белоруске кинотеке (БГАКФФД). Недалеко од града налази се највиши врх Белорусије Дзержинска гора надморске висине 345 метара.

## Становништво
Према процени, у граду је 2012. живело 25.670 становника.
| 1979.  | 1989.  | 1999.  | 2009.  | 2012.  |
| ------ | ------ | ------ | ------ | ------ |
| 15.785 | 22.904 | 22.904 | 25.164 | 25.670 |